# Galatasaray Istanbul/Saison 1965/66
Die Saison 1965/66 von Galatasaray Istanbul war die 58. Saison in der Vereinsgeschichte und die 8. Saison in der türkischen Liga, der 1. Lig. Der Klub beendete die Saison auf dem 2. Platz. Die Türkiye Kupası gewannen die Gelb-Roten zum vierten Mal und im Europapokal der Pokalsieger schieden sie in der Vorrunde aus.

## Personalien

### Kader
| Nat.       | Name               | Geburtsdatum  | im Verein seit | vorheriger Verein   |
| Torhüter   | Torhüter           | Torhüter      | Torhüter       | Torhüter            |
| ---------- | ------------------ | ------------- | -------------- | ------------------- |
| Turkei     | Bülent Gürbüz      | 1. Jan. 1930  | 1960           | Kasımpaşa Istanbul  |
| Turkei     | Turgay Şeren       | 15. Mai 1932  | 1949           | eigene Jugend       |
| Abwehr     |                    |               |                |                     |
| Turkei     | Ergün Acuner       | 18. Juni 1941 | 1964           | Izmirspor           |
| Turkei     | Erdal Akpınar      | 1. Jan. 1938  | 1965           | eigene Jugend       |
| Turkei     | Naci Erdem         | 28. Jan. 1931 | 1964           | Beyoğluspor         |
| Turkei     | Ertan Gürkan       | 1. Jan. 1937  | 1965           | Altay Izmir         |
| Turkei     | Tuncer İnceler     | 1. Nov. 1942  | 1965           | Feriköy SK          |
| Turkei     | Doğan Sel          | 1. Dez. 1936  | 1963           | Fatih Karagümrük SK |
| Turkei     | Bekir Türkgeldi    | 1. Apr. 1935  | 1965           | Altay Izmir         |
| Mittelfeld |                    |               |                |                     |
| Turkei     | Bahri Altıntabak   | 1. Jan. 1939  | 1960           | Göztepe Izmir       |
| Turkei     | Turan Doğangün     | 20. Aug. 1941 | 1964           | MKE Ankaragücü      |
| Turkei     | Ahmet Tuna Kozan   | 1. Jan. 1943  | 1964           | Karşıyaka SK        |
| Turkei     | Talat Özkarslı     | 21. Sep. 1940 | 1961           | Göztepe Izmir       |
| Turkei     | İsmet Yurtsü       | 1. Jan. 1938  | 1964           | Feriköy SK          |
| Turkei     | Mustafa Yürür      | 26. Juni 1938 | 1959           | Beykozspor          |
| Angriff    |                    |               |                |                     |
| Turkei     | Mustafa Aksoy      | 1. Jan. 1942  | 1965           | Karşıyaka SK        |
| Turkei     | Kadri Aytaç        | 6. Aug. 1931  | 1962           | Fenerbahçe Istanbul |
| Turkei     | Ayhan Elmastaşoğlu | 23. Aug. 1941 | 1960           | Altay Izmir         |
| Turkei     | Yılmaz Gökdel      | 20. Feb. 1940 | 1963           | Beykozspor          |
| Turkei     | Uğur Köken         | 28. Nov. 1937 | 1959           | eigene Jugend       |
| Turkei     | Tarık Kutver       | 1. Jan. 1940  | 1962           | Fatih Karagümrük SK |
| Turkei     | Metin Oktay        | 2. Feb. 1936  | 1962           | Palermo             |

#### Transfers
| Zugänge | Abgänge |
| --- | --- |
| - Erdal Akpınar (eigene Jugend) - Mustafa Aksoy (Karşıyaka SK) - Ertan Gürkan (Altay Izmir) - Tuncer İnceler (Feriköy SK) - Bekir Türkgeldi (Altay Izmir) - Osman Uçaner (Yeşildirek SK) | - Erdem Arat (Şekerspor) - Necdet Atsüren (Feriköy SK) - Ahmet Berman (Vefa Istanbul) - Erol Boralı (Şekerspor) - Candemir Berkman (Vefa Istanbul) - Ergun Ercins (Vefa Istanbul) - Mazhar Güremek (Beykozspor) - Ahmet Karlıklı (Karriere beendet) - İsmail Şerbetçigil (Şekerspor) - Aydoğan Tunay (Manisaspor) - Osman Uçaner (Bursaspor) |

## Saison
Alle Ergebnisse aus Sicht von Galatasaray Istanbul.
Die Tabelle listet alle 1.-Lig-Spiele des Vereins der Saison 1965/66 auf. Siege sind grün, Unentschieden gelb und Niederlagen rot markiert.

### 1. Lig
| ST | Datum              | Gegner                | Ort                        | Ergebnis  | Tor(e) für Galatasaray Istanbul                                                                 |
| -- | ------------------ | --------------------- | -------------------------- | --------- | ----------------------------------------------------------------------------------------------- |
| 01 | 5. September 1965  | Vefa Istanbul         | Mithatpaşa Stadı, Istanbul | 1:2 (0:1) | 1:1 Oktay (55.)                                                                                 |
| 02 | 11. September 1965 | Feriköy SK            | Mithatpaşa Stadı, Istanbul | 3:1 (2:0) | 1:0 Oktay (14.), 2:0 Doğangün (24.), 3:0 Oktay (54.)                                            |
| 03 | 19. September 1965 | Beykozspor            | Mithatpaşa Stadı, Istanbul | 0:0       | keine                                                                                           |
| 04 | 3. Oktober 1965    | Istanbulspor          | Mithatpaşa Stadı, Istanbul | 1:0 (1:0) | 1:0 Acuner (18.)                                                                                |
| 05 | 17. Oktober 1965   | Beşiktaş Istanbul     | Mithatpaşa Stadı, Istanbul | 1:0 (0:0) | 1:0 Oktay (90.)                                                                                 |
| 06 | 31. Oktober 1965   | Göztepe Izmir         | Alsancak Stadı, Izmir      | 0:1 (0:1) | keine                                                                                           |
| 07 | 7. November 1965   | MKE Ankaragücü        | 19 Mayıs Stadı, Ankara     | 3:0 (1:0) | 1:0 Oktay (27.), 2:0 Elmastaşoğlu (48.), 3:0 Elmastaşoğlu (59.)                                 |
| 08 | 13. November 1965  | Altay Izmir           | Mithatpaşa Stadı, Istanbul | 1:1 (1:0) | 1:0 Elmastaşoğlu (14.)                                                                          |
| 09 | 28. November 1965  | Şekerspor             | Mithatpaşa Stadı, Istanbul | 2:1 (0:1) | 1:1 Kutver (64.), 2:1 Oktay (87.)                                                               |
| 10 | 5. Dezember 1965   | Fenerbahçe Istanbul   | Mithatpaşa Stadı, Istanbul | 2:0 (1:0) | 1:0 Elmastaşoğlu (18.), 2:0 Elmastaşoğlu (60.)                                                  |
| 11 | 11. Dezember 1965  | Ankara Demirspor      | Mithatpaşa Stadı, Istanbul | 3:1 (2:1) | 1:0 Elmastaşoğlu (12.), 2:1 Elmastaşoğlu (22.), 3:1 Elmastaşoğlu (61.)                          |
| 12 | 19. Dezember 1965  | Hacettepe             | 19 Mayıs Stadı, Ankara     | 2:2 (1:2) | 1:0 Gökdel (8.), 2:2 Oktay (71. Elfmeter)                                                       |
| 13 | 26. Dezember 1965  | Gençlerbirliği Ankara | Mithatpaşa Stadı, Istanbul | 1:0 (0:0) | 1:0 Acuner (65.)                                                                                |
| 14 | 2. Januar 1966     | PTT                   | 19 Mayıs Stadı, Ankara     | 0:1 (0:0) | keine                                                                                           |
| 15 | 9. Januar 1966     | Izmirspor             | Alsancak Stadı, Izmir      | 5:1 (3:0) | 1:0 Altıntabak (26.), 2:0 Oktay (41.), 3:0 Altıntabak (43.), 4:1 Acuner (69.), 5:1 Oktay (85.)  |
| 16 | 29. Januar 1966    | Istanbulspor          | Mithatpaşa Stadı, Istanbul | 5:1 (4:0) | 1:0 Elmastaşoğlu (2.), 2:0 Acuner (13.), 3:0 Gökdel (35.), 4:0 Acuner (43.), 5:1 Oktay (86.)    |
| 17 | 6. Februar 1966    | Beykozspor            | Mithatpaşa Stadı, Istanbul | 0:0       | keine                                                                                           |
| 18 | 12. Februar 1966   | Feriköy SK            | Mithatpaşa Stadı, Istanbul | 1:1 (0:0) | 1:0 Oktay (48.)                                                                                 |
| 19 | 20. Februar 1966   | Vefa Istanbul         | Mithatpaşa Stadı, Istanbul | 3:1 (2:0) | 1:0 Oktay (31.), 2:0 Altıntabak (40.), 3:0 Oktay (48. Elfmeter)                                 |
| 20 | 27. Februar 1966   | Fenerbahçe Istanbul   | Mithatpaşa Stadı, Istanbul | 0:0       | keine                                                                                           |
| 21 | 5. März 1966       | MKE Ankaragücü        | Mithatpaşa Stadı, Istanbul | 5:2 (3:0) | 1:0 Altıntabak (13.), 2:0 Doğangün (23.), 3:0 Doğangün (35.), 4:0 Köken (56.), 5:0 Gökdel (68.) |
| 22 | 13. März 1966      | Şekerspor             | 19 Mayıs Stadı, Ankara     | 3:1 (2:0) | 1:0 Elmastaşoğlu (23.), 2:0 Altıntabak (31.), 3:1 Elmastaşoğlu (86.)                            |
| 23 | 19. März 1966      | Göztepe Izmir         | Mithatpaşa Stadı, Istanbul | 0:1 (0:1) | keine                                                                                           |
| 24 | 27. März 1966      | Beşiktaş Istanbul     | Mithatpaşa Stadı, Istanbul | 0:0       | keine                                                                                           |
| 25 | 3. April 1966      | Izmirspor             | Mithatpaşa Stadı, Istanbul | 3:0 (1:0) | 1:0 Kutver (24.) 2:0 Oktay (77.), 3:0 Oktay (87.)                                               |
| 26 | 10. April 1966     | Hacettepe             | Mithatpaşa Stadı, Istanbul | 4:1 (1:1) | 1:0 Kutver (23. Elfmeter), 2:1 Elmastaşoğlu (49.), 3:1 Doğangün (66.), 4:1 Oktay (73.)          |
| 27 | 17. April 1966     | Altay Izmir           | Alsancak Stadı, Izmir      | 1:0 (0:0) | 1:0 Oktay (56. Elfmeter)                                                                        |
| 28 | 30. Mai 1966       | PTT                   | Mithatpaşa Stadı, Istanbul | 3:0 (1:0) | 1:0 Oktay (36.), 2:0 Oktay (56.), 3:0 Selli (87. Eigentor)                                      |
| 29 | 1. Mai 1966        | Gençlerbirliği Ankara | 19 Mayıs Stadı, Ankara     | 0:1 (0:0) | keine                                                                                           |
| 30 | 7. Mai 1966        | Ankara Demirspor      | 19 Mayıs Stadı, Ankara     | 0:0       | keine                                                                                           |

### Türkiye Kupası
| Runde        | Datum          | Gegner              | Ort                        | Ergebnis             | Tor(e) für Galatasaray Istanbul                                     |
| ------------ | -------------- | ------------------- | -------------------------- | -------------------- | ------------------------------------------------------------------- |
| VF-Hinspiel  | 27. April 1966 | MKE Ankaragücü      | Mithatpaşa Stadı, Istanbul | 2:1 (0:1)            | 1:1 Doğangün (53.), 2:1 Aytaç (83.)                                 |
| VF-Rückspiel | 4. Mai 1966    | MKE Ankaragücü      | 19 Mayıs Stadı, Ankara     | 1:0 (0:0)            | 1:0 Kutver (22.)                                                    |
| HF-Hinspiel  | 4. Juni 1966   | Fenerbahçe Istanbul | Mithatpaşa Stadı, Istanbul | 0:0                  | keine                                                               |
| HF-Rückspiel | 12. Juni 1966  | Fenerbahçe Istanbul | Mithatpaşa Stadı, Istanbul | 3:1 n. V. (1:1, 0:0) | 1:1 Has (79. Eigentor), 2:1 Oktay (100. Elfmeter), 3:1 Köken (113.) |

#### Finale
| Paarung              | Beşiktaş Istanbul – Galatasaray Istanbul |
| Ergebnis             | 0:1 (0:0) |
| Datum                | 19. Juni 1966 um 15:30 Uhr |
| Stadion              | Mithatpaşa Stadı, Istanbul |
| Schiedsrichter       | Rudolf Kreitlein ( BR Deutschland) |
| Tore                 | 0:1 Turan Doğangün (88., Elfmeter) |
| Beşiktaş Istanbul    | Necmi Mutlu – Fehmi Sağınoğlu, Yavuz Çoker, Kaya Köstepen, Suat Mamat – Süreyya Özkefe, Ahmet Özacar, Ahmet Şahin, Güven Önüt – Faruk Karadoğan, Yusuf Tunaoğlu Cheftrainer: Ljubiša Spajić ( Jugoslawien) |
| Galatasaray Istanbul | Turgay Şeren – Ergün Acuner, Bekir Türkgeldi, Doğan Sel, Turan Doğangün – Mustafa Yürür, Talat Özkarslı, Tarık Kutver – Metin Oktay, Yılmaz Gökdel, Uğur Köken Cheftrainer: Gündüz Kılıç                   |

### Europapokal der Pokalsieger
| Runde              | Datum              | Gegner  | Ort                        | Ergebnis  | Tor(e) für Galatasaray Istanbul         |
| ------------------ | ------------------ | ------- | -------------------------- | --------- | --------------------------------------- |
| Vorrunde-Hinspiel  | 15. September 1965 | FC Sion | Parc des Sports, Sion      | 1:5 (1:1) | 1:1 Kutver (43.)                        |
| Vorrunde-Rückspiel | 29. September 1965 | FC Sion | Mithatpaşa Stadı, Istanbul | 2:1 (1:0) | 1:0 Köken (33.), 2:1 Elmastaşoğlu (59.) |

### Cumhurbaşkanlığı Kupası
| Beşiktaş Istanbul (Meister)                                | Beşiktaş Istanbul (Meister) | Galatasaray Istanbul (Pokalsieger) | Galatasaray Istanbul (Pokalsieger) |
| ---------------------------------------------------------- | --- | --- | ---------------------------------- |
| Beşiktaş Istanbul (Meister)                                | \| 21. September 1966 um 20:00 Uhr in Ankara (19 Mayıs Stadı) \| \| Ergebnis: 0:2 (0:2) \| \| Zuschauer: 33.583 \| \| Schiedsrichter: Sabahattin Ladikli \| \| Spielbericht \|                                                       | \| 21. September 1966 um 20:00 Uhr in Ankara (19 Mayıs Stadı) \| \| Ergebnis: 0:2 (0:2) \| \| Zuschauer: 33.583 \| \| Schiedsrichter: Sabahattin Ladikli \| \| Spielbericht \|                          | Galatasaray Istanbul (Pokalsieger) |
| Beşiktaş Istanbul (Meister)                                | Sabri Dino (46. Necmi Mutlu) – Fehmi Sağınoğlu, Erkan Yanardağ, Milonja Kaličanin – Sami Şenol, Cevdet Çetinkaya, Kaya Köstepen, Ahmet Özacar – Ahmet Şahin, Fethi Türkeş, Coşkun Ehlidil Cheftrainer: Ljubiša Spajić ( Jugoslawien) | Bülent Gürbüz – Ergün Acuner, Tuncer İnceler, Turan Doğangün, Ahmet Tuna Kozan – Mustafa Yürür, Bahri Altıntabak, Yılmaz Gökdel, Ayhan Elmastaşoğlu – Uğur Köken, Metin Oktay Cheftrainer: Gündüz Kılıç | Galatasaray Istanbul (Pokalsieger) |
| Beşiktaş Istanbul (Meister)                                | 0:1 Turan Doğangün (10.) 0:2 Ayhan Elmastaşoğlu (13.) | | Galatasaray Istanbul (Pokalsieger) |
| 21. September 1966 um 20:00 Uhr in Ankara (19 Mayıs Stadı) | | |                                    |
| Ergebnis: 0:2 (0:2)                                        | | |                                    |
| Zuschauer: 33.583                                          | | |                                    |
| Schiedsrichter: Sabahattin Ladikli                         | | |                                    |
| Spielbericht                                               | | |                                    |

### TSYD Kupası
| Datum           | Gegner              | Ort                        | Ergebnis  | Tor(e) für Galatasaray Istanbul |
| --------------- | ------------------- | -------------------------- | --------- | ------------------------------- |
| 18. August 1965 | Fenerbahçe Istanbul | Mithatpaşa Stadı, Istanbul | 0:1 (0:1) |                                 |
| 25. August 1965 | Beşiktaş Istanbul   | Mithatpaşa Stadı, Istanbul | 1:3 (1:1) | 1:1 Elmastaşoğlu (24.)          |

## Statistiken

### Teamstatistik
| Wettbewerb                  | Punkte | daheim | daheim | daheim | daheim | daheim | auswärts | auswärts | auswärts | auswärts | auswärts | Gesamt | Gesamt | Gesamt | Gesamt | Gesamt | Tordifferenz |
| Wettbewerb                  | Punkte | Sp     | G      | U      | N      | TV     | Sp       | G        | U        | N        | TV       | Sp     | G      | U      | N      | TV     | Tordifferenz |
| --------------------------- | ------ | ------ | ------ | ------ | ------ | ------ | -------- | -------- | -------- | -------- | -------- | ------ | ------ | ------ | ------ | ------ | ------------ |
| 1. Lig                      | 48:12  | 15     | 10     | 3      | 2      | 29:10  | 15       | 7        | 5        | 3        | 24:10    | 30     | 17     | 8      | 5      | 53:20  | +33          |
| Türkiye Kupası              | –      | 2      | 2      | 0      | 0      | 5:2    | 2        | 1        | 1        | 0        | 1:0      | 4      | 3      | 1      | 0      | 6:2    | +4           |
| Europapokal der Pokalsieger | –      | 1      | 1      | 0      | 0      | 2:1    | 1        | 0        | 0        | 1        | 1:5      | 2      | 1      | 0      | 1      | 3:6    | −3           |
| Gesamt                      | 48:12  | 18     | 13     | 3      | 2      | 36:13  | 18       | 8        | 6        | 4        | 26:15    | 36     | 21     | 9      | 6      | 62:28  | +34          |

### Spielerstatistiken
| Spieler            | 1. Lig   | 1. Lig | 1. Lig      | 1. Lig     | Türkiye Kupası / Cumhurbaşkanlığı Kupası | Türkiye Kupası / Cumhurbaşkanlığı Kupası | Türkiye Kupası / Cumhurbaşkanlığı Kupası | Türkiye Kupası / Cumhurbaşkanlığı Kupası | Europapokal der Pokalsieger | Europapokal der Pokalsieger | Europapokal der Pokalsieger | Europapokal der Pokalsieger | TSYD Kupası | TSYD Kupası | TSYD Kupası | TSYD Kupası | Total    | Total | Total       | Total      |
| Spieler            | Einsätze | Tore   | Gelbe Karte | Rote Karte | Einsätze                                 | Tore                                     | Gelbe Karte                              | Rote Karte                               | Einsätze                    | Tore                        | Gelbe Karte                 | Rote Karte                  | Einsätze    | Tore        | Gelbe Karte | Rote Karte  | Einsätze | Tore  | Gelbe Karte | Rote Karte |
| ------------------ | -------- | ------ | ----------- | ---------- | ---------------------------------------- | ---------------------------------------- | ---------------------------------------- | ---------------------------------------- | --------------------------- | --------------------------- | --------------------------- | --------------------------- | ----------- | ----------- | ----------- | ----------- | -------- | ----- | ----------- | ---------- |
| Ergün Acuner       | 18       | 5      | 0           | 0          | 5                                        | 0                                        | 0                                        | 0                                        | 0                           | 0                           | 0                           | 0                           | 2           | 0           | 0           | 0           | 25       | 5     | 0           | 0          |
| Erdal Akpınar      | 1        | 0      | 0           | 0          | 0                                        | 0                                        | 0                                        | 0                                        | 0                           | 0                           | 0                           | 0                           | 0           | 0           | 0           | 0           | 1        | 0     | 0           | 0          |
| Mustafa Aksoy      | 4        | 0      | 0           | 0          | 0                                        | 0                                        | 0                                        | 0                                        | 0                           | 0                           | 0                           | 0                           | 1           | 0           | 0           | 0           | 5        | 0     | 0           | 0          |
| Bahri Altıntabak   | 13       | 5      | 0           | 0          | 3                                        | 0                                        | 0                                        | 0                                        | 2                           | 0                           | 0                           | 0                           | 2           | 0           | 0           | 0           | 20       | 5     | 0           | 0          |
| Kadri Aytaç        | 2        | 0      | 0           | 0          | 2                                        | 1                                        | 0                                        | 0                                        | 0                           | 0                           | 0                           | 0                           | 1           | 0           | 0           | 0           | 5        | 1     | 0           | 0          |
| Turan Doğangün     | 28       | 4      | 0           | 0          | 6                                        | 3                                        | 0                                        | 0                                        | 2                           | 0                           | 0                           | 0                           | 2           | 0           | 0           | 0           | 38       | 7     | 0           | 0          |
| Ayhan Elmastaşoğlu | 28       | 12     | 0           | 0          | 3                                        | 1                                        | 0                                        | 0                                        | 2                           | 1                           | 0                           | 0                           | 2           | 1           | 0           | 0           | 35       | 15    | 0           | 0          |
| Naci Erdem         | 16       | 0      | 0           | 0          | 0                                        | 0                                        | 0                                        | 0                                        | 2                           | 0                           | 0                           | 0                           | 2           | 0           | 0           | 0           | 20       | 0     | 0           | 0          |
| Yılmaz Gökdel      | 26       | 3      | 0           | 0          | 4                                        | 0                                        | 0                                        | 0                                        | 1                           | 0                           | 0                           | 0                           | 2           | 0           | 0           | 0           | 33       | 3     | 0           | 0          |
| Bülent Gürbüz      | 10       | 0      | 0           | 0          | 3                                        | 0                                        | 0                                        | 0                                        | 2                           | 0                           | 0                           | 0                           | 2           | 0           | 0           | 0           | 17       | 0     | 0           | 0          |
| Ertan Gürkan       | 5        | 0      | 0           | 0          | 0                                        | 0                                        | 0                                        | 0                                        | 0                           | 0                           | 0                           | 0                           | 0           | 0           | 0           | 0           | 5        | 0     | 0           | 0          |
| Tuncer İnceler     | 0        | 0      | 0           | 0          | 1                                        | 0                                        | 0                                        | 0                                        | 0                           | 0                           | 0                           | 0                           | 0           | 0           | 0           | 0           | 1        | 0     | 0           | 0          |
| Uğur Köken         | 14       | 1      | 0           | 0          | 6                                        | 1                                        | 0                                        | 0                                        | 2                           | 1                           | 0                           | 0                           | 0           | 0           | 0           | 0           | 22       | 3     | 0           | 0          |
| Ahmet Tuna Kozan   | 22       | 0      | 0           | 0          | 2                                        | 0                                        | 0                                        | 0                                        | 1                           | 0                           | 0                           | 0                           | 1           | 0           | 0           | 0           | 26       | 0     | 0           | 0          |
| Tarık Kutver       | 12       | 3      | 0           | 0          | 4                                        | 1                                        | 0                                        | 0                                        | 2                           | 1                           | 0                           | 0                           | 1           | 0           | 0           | 0           | 19       | 5     | 0           | 0          |
| Metin Oktay        | 26       | 19     | 0           | 0          | 6                                        | 1                                        | 0                                        | 0                                        | 1                           | 0                           | 0                           | 0                           | 0           | 0           | 0           | 0           | 33       | 20    | 0           | 0          |
| Talat Özkarslı     | 11       | 0      | 0           | 0          | 4                                        | 0                                        | 0                                        | 0                                        | 2                           | 0                           | 0                           | 0                           | 0           | 0           | 0           | 0           | 17       | 0     | 0           | 0          |
| Doğan Sel          | 22       | 0      | 0           | 0          | 3                                        | 0                                        | 0                                        | 0                                        | 1                           | 0                           | 0                           | 0                           | 1           | 0           | 0           | 0           | 27       | 0     | 0           | 0          |
| Turgay Şeren       | 20       | 0      | 0           | 0          | 3                                        | 0                                        | 0                                        | 0                                        | 0                           | 0                           | 0                           | 0                           | 0           | 0           | 0           | 0           | 23       | 0     | 0           | 0          |
| Bekir Türkgeldi    | 21       | 0      | 0           | 0          | 5                                        | 0                                        | 0                                        | 0                                        | 0                           | 0                           | 0                           | 0                           | 0           | 0           | 0           | 0           | 26       | 0     | 0           | 0          |
| Osman Uçaner       | 0        | 0      | 0           | 0          | 0                                        | 0                                        | 0                                        | 0                                        | 0                           | 0                           | 0                           | 0                           | 1           | 0           | 0           | 0           | 1        | 0     | 0           | 0          |
| İsmet Yurtsü       | 4        | 0      | 0           | 0          | 0                                        | 0                                        | 0                                        | 0                                        | 1                           | 0                           | 0                           | 0                           | 2           | 0           | 0           | 0           | 7        | 0     | 0           | 0          |
| Mustafa Yürür      | 27       | 0      | 0           | 0          | 6                                        | 0                                        | 0                                        | 0                                        | 1                           | 0                           | 0                           | 0                           | 2           | 0           | 0           | 0           | 36       | 0     | 0           | 0          |